# Estudios Franciscanos
Estudis Franciscans ou Estudios Franciscanos (Études franciscains), est une revue d'études ecclésiastiques et franciscains fondée par Miquel d'Esplugues en 1907. Actuellement, elle est l'organe scientifique de recherche de toutes les provinces capucines de l'Espagne et du Portugal. Publie des articles en toutes les langues qui sont parlées à la Péninsule Ibérique.
La revue, née à la Catalogne, constitue aujourd'hui l'organe et l'expression de l'activité scientifique de toutes les provinces que forment la Conférence Ibérique des Capucins (C.I.C.). La CIC est la propriétaire de la revue, mais ella a le siège à la Catalogne.

## Histoire, dénomination et périodicité
La revue fut fondée l'an 1907 avec le nom de Revista de Estudios Franciscanos (1907-11). Dès lors ella a pris diverses dénominations: Estudios Franciscanos (1912-22), Estudis Franciscans (1923-36) et une autre fois Estudios Franciscanos (depuis 1947). Les volumes principaux, publiés hors série, sont Homenaje al cardenal Vives y Tutó (Hommage au cardinal Vives y Tutó) (1913), Miscel·lània tomista (Miscellanées tomistes) (1924), Franciscàlia (1928), et Miscel·lània lul·liana (Miscellanées lulliennes) (1935). La collection se compose de plus de soixante-quatorze volumes.
La revue avait sorti avec une périodicité mensuelle 1907. En 1927 elle était trimestrielle, et en 1947, quadrimestrielle. Actuellement elle se publie deux fois l'année (janvier-août; septembre-décembre) et se compose annuellement de quelque 450 pages (150 chaque numéro). En occasions spéciales on peut publier des numéros annuels.
Parmi les collaborateurs, on peut souligner les suivantes : Miquel d'Esplugues (fondateur et directeur), Antoni M. de Barcelona, Andreu de Palma de Mallorca, Francesc de Barbens, Modest de Mieras, Ambrós de Saldes, Basili de Rubí, Nolasc del Molar, Martí de Barcelona, Samuel d'Algaida, Marc de Castellví, Pere M. Bordoy i Torrents.

## Objectifs
La nature de la revue a des finalités très precises et actuellement ses objectifs sont les suivants:
- l'essor de la recherche, des études et de la divulgation parmi les religieux capucins.
- l'extension de la pensée, l'histoire et la spiritualité franciscains.

## Directives, structure et langue
Les directives des travaux scientifiques que seront publiés en la revue sont deux. Les articles devront être : 
- Des études rédigés par des religieux Capucins, spécialment dans le champ des sciences ecclésiastiques ;
- Des études directement liés avec la pensée franciscaine et capucine, encore qu'ils soient faits par des gens qui n'ont pas de relation avec eux.

La structure de la revue ces sections:
- Études de recherche ;
- Notes et commentaires ;
- Recensions ;
- Livres reçus.

La revue se publie dans les langues parlées à la Conférence Ibérique des Capucins. Des articles rédigés dans les langues cultes les plus importantes peuvent être admis, mais en ces cas, ils doivent être accompagnés d'un petit résumé en espagnol.